# 한 번 다녀왔습니다
《한 번 다녀왔습니다》는 2020년 3월 28일부터 2020년 9월 13일까지 방영된 KBS 2TV 주말 드라마이다.

## 기획 의도
바람 잘 날 없는 송가네의 파란만장한 스토리로, 이혼으로 시작해 애틋한 가족애로 똘똘 뭉치는 송가네 식구들과 사람 사는 냄새 풍기는 시장 사람들의 이야기를 그린 드라마.

## 방송 시간
| 방송 채널 | 방송 기간                                                         | 방송 시간                        | 방송 분량                              |
| --------- | ----------------------------------------------------------------- | -------------------------------- | -------------------------------------- |
| KBS 2TV   | 2020년 3월 28일~2020년 9월 13일(1회~100회, 본방송)                | 매주 주말 저녁 7:55~밤 9:15      | 1시간 20분 (1회당 40분 / 2회 연속방송) |
| KBS 2TV   | 2020년 3월 29일~2020년 9월 13일(토요일 방영분 재방송)             | 매주 일요일 오후 3:40~5:00       | 1시간 20분 (1회당 40분 / 2회 연속방송) |
| KBS 2TV   | 2020년 4월 4일~2020년 9월 19일(일요일 방영분 재방송)              | 매주 토요일 오후 4:45~6:05       | 1시간 20분 (1회당 40분 / 2회 연속방송) |
| KBS 2TV   | 2020년 4월 2일(1·2회, 재방송, 화면해설방송)                       | 목요일 오후 4:00~5:20            | 1시간 20분                             |
| KBS 2TV   | 2020년 4월 3일(3·4회, 재방송, 화면해설방송)                       | 금요일 오후 3:40~5:00            | 1시간 20분                             |
| KBS 2TV   | 2020년 4월 10일~2020년 4월 24일(5회~16회, 재방송, 화면해설방송)   | 매주 금요일 오전 11:10~오후 1:50 | 2시간 40분 (1시간 20분+1시간 20분)     |
| KBS 2TV   | 2020년 5월 8일~2020년 5월 15일(21회~28회, 재방송, 화면해설방송)   | 매주 금요일 오전 11:10~오후 1:50 | 2시간 40분 (1시간 20분+1시간 20분)     |
| KBS 2TV   | 2020년 4월 30일(17·18·19·20회, 재방송, 화면해설방송)              | 목요일 오전 11:15~오후 1:55      | 2시간 40분 (1시간 20분+1시간 20분)     |
| KBS 2TV   | 2020년 5월 22일~2020년 9월 18일(29회~100회, 재방송, 화면해설방송) | 매주 금요일 오전 11:00~오후 1:40 | 2시간 40분 (1시간 20분+1시간 20분)     |

## 등장인물

### 송가네
- 이민정: 송나희(34세) 역 - 영달과 옥분의 차녀. 규진의 전처. 재결합. 규진의 아내. 하빈과 성빈의 어머니. 소아전문 내과 의사. 서영과 서진의 둘째 고모. 초연(영숙)의 셋째 조카. 준선과 가희의 동생. 다희의 언니. 재석의 형수. 윤정의 며느리.
- 천호진: 송영달(64세) 역 - 4남매의 아버지. 전직 용주시장 번영회 회장. 또봉이 통닭집 사장. 영천 출신. 어렸을 적 헤어진 초연의 오빠. 옥분의 남편. 서영과 서진의 친할아버지. 하빈과 성빈의 외할아버지. 규진과 재석의 장인.
- 차화연: 장옥분(61세) 역 - 4남매의 어머니. 방앗간집 맏딸. 영달의 아내. 서영과 서진의 친할머니. 하빈과 성빈의 외할머니. 규진과 재석의 장모. 윤정의 여고동창.
- 오대환: 송준선(40세) 역 - 영달과 옥분의 장남, 스턴트맨, 현경의 남편. 서영과 서진의 아버지. 초연(영숙)의 첫째 조카. 지훈과 하빈과 성빈의 외삼촌. 가희와 나희와 다희의 오빠. 규진의 형님.
- 오윤아: 송가희(37세) 역 - 영달과 옥분의 장녀. 지훈의 엄마. 승현의 전처. 전 스튜어디스→무직→전 의류매장 직원→전 인터넷 의류매장. 송바이가희 대표. 초연(영숙)의 둘째 조카. 준선의 동생. 나희와 다희의 언니. 하빈과 성빈의 큰이모. 효신의 연인
- 이초희: 송다희(28세) 역 - 영달과 옥분의 막내딸. 재석의 연인. 재석의 아내. 전 바나나 여행사 인턴→아동 심리학과 편입생→늘푸른 아동병원 치료 상담사. 초연(영숙)의 막내 조카. 준선과 가희와 나희의 동생. 하빈과 성빈의 작은 이모.
- 문우진: 김지훈(12세) 역 - 가희와 승현의 외아들. 중학교 전교회장. 영달과 옥분의 외손자. 준선과 나희와 다희의 조카. 서진의 고종사촌 오빠. 서영의 고종사촌 동생. 하빈과 성빈의 이종사촌 형.

### 규진네
- 이상엽: 윤규진(34세) 역 - 윤정의 장남. 나희의 전남편→재결합, 소아전문 병원 내과의, 하빈과 성빈의 아버지. 다희의 아주버님이자 형부
- 김보연: 최윤정(61세) 역 - 규진과 재석의 어머니. 나희와 다희의 시어머니. 알콜성 치매 초기 환자. 3년 후 완치. 옥분의 여고동창. 하빈과 성빈의 친할머니. 미스 춘향 출신. 카페 운영
- 이상이: 윤재석(30세) 역 - 윤정의 차남. 규진의 동생이자 손아랫 동서,늘푸른 아동병원 치과 전문의. 다희의 연인→남편. 하빈과 성빈의 작은 아빠이자 막내 이모부

### 용주시장
- 이정은: 강초연(본명: 송영숙, 아역: 임하비)(54세) 역 - 영달의 잃어버린 여동생, 단란주점 마담→언니들 김밥집 사장→용주시장 상인회 회장. 이현의 연인
- 백지원: 장옥자 역 - 옥분의 노처녀 동생 - 치수의 연인→아내
- 안길강: 양치수 역 - 영달의 친구, 용주 시장 정육점 주인, 옥자의 연인→남편
- 기도훈: 박효신 역 - 송가네 치킨집 아르바이트생, 유도 국가대표 상비군 출신→국가대표 복귀, 가희의 연인
- 김소라: 이주리 역 - 초연의 의동생, 정봉의 연인, 언니들 김밥집 직원→네일 아티스트
- 송다은: 김가연 역 - 초연의 의동생, 종수의 연인, 언니들 김밥집 직원→네일 아티스트
- 신미영: 박경화 역 - 용주시장 건어물집 사장
- 김가영: 임진주 역 - 용주시장 꽈배기집 사장

### 현경네
- 임정은: 성현경(38세) 역 - 서영과 서진의 엄마. 준선의 아내. 논술 학습지 교사. 영달과 옥분의 맏며느리.
- 이가연: 송서영(15세) 역 - 준선과 현경의 장녀. 서진의 언니
- 안서연: 송서진(5세) 역 - 준선과 현경의 차녀, 전 함묵증 환자. 서영의 동생

### 늘푸른 아동병원 식구들
- 추헌곤: 이정록(38세) 역 - 나희와 규진의 의대 선배, 늘푸른 아동병원 임시 원장→잠시 나희의 남친, 미국으로 떠남
- 손성윤: 유보영(37세) 역 - 규진의 첫사랑, 미혼모
- 송민재: 유시후(7세) 역 - 보영의 아들, 늘푸른 아동병원 환자
- 신수정: 박지연(34세) 역 - 소아과 전문의, 나희와 규진의 대학 동기
- 강유석: 한기영 역 - 나희와 규진의 후배 의사
- 김현목: 홍성우 역 - 나희와 규진의 후배 의사
- 김미은: 신혜정 역 - 나희와 규진의 후배 의사
- 이상경: 심정희 역 - 나희 담당 간호사
- 김지윤: 오연지 역 - 규진 담당 간호사

### 그 외 인물
- 오의식: 오정봉 역 - 준선의 액션아트 후배, 스턴트 맨, 주리의 연인
- 장원혁: 이종수 역 - 준선의 액션아트 후배, 스턴트 맨, 가연의 연인
- 배호근: 김승현 역 - 가희의 전 남편, 지훈의 아버지. 윤미의 내연남
- 허현호: 용강스님 역 - 초연을 보살펴준 스님
- 송하림: 조 사장 역 - 건어물 남편
- 김혜원: 권지혜 역 - 가희가 일하는 의류매장 매니저
- 조미령: 홍연홍(51세) 역 - 초연의 친한 동생, 영달의 가짜 여동생→수감자→전과자, 귤 농사
- 강민정: 나희의 선배 역 - 나희가 유전자 검사 의뢰한 선배
- 남정희: 심문실(86세) 역 - 연홍의 어머니
- 김주영: 송이 역 - 여행사 인턴
- 원미원: 박정례 역 - 채소를 파는 노점상 할머니
- 이규섭: 아이의 아버지 역 - 아동학대범
- 최세인: 아이 역 - 열상 환자
- 차영옥: 윤정의 친구 역
- 임지수: 윤정의 친구 역
- 윤종인: 유도관 관장 역 - 효신의 유도 선배
- 정강희 : 드라마 감독 역 - 준선이 출연하는 드라마 감독
- 우찬: 장호범 역 - 액션아트 지도감독, 준선의 라이벌
- 김지현: 가희의 스튜어디스 후배 역
- 고은이: 가희의 스튜어디스 후배 역
- 최문경: 가희의 스튜어디스 후배 역
- 정한빛: 서윤희 역 - 재석의 맞선녀, 갤러리 큐레이터
- 서성종: 가희가 면접 본 헬스장 사장 역
- 주연아: 새마을금고 직원 역
- 장영현: 재석의 친구 역
- 김오복: 재석의 친구 역
- 신연숙: 지향순 역 - 영달의 고향 누나, 참기름집 둘째 딸
- 유연: 나희와 규진이 임신 확인 차 방문했던 산부인과 의사
- 이다해: 해영 역
- 배우 미상 윤미역 승현의 내연녀
- 박시현: 윤성빈 역 - 규진와 나희의 아들, 하빈의 쌍둥이 형제, 윤정의 손주(100회)
- 장도윤: 윤하빈 역 - 규진와 나희의 아들, 성빈의 쌍둥이 형제, 윤정의 손주(100회)

### 특별 출연
- 지일주: 차영훈 역 - 다희와 파혼, 행시 합격자, 바람둥이(1회, 2회, 4회, 44회)
- 손종학: 장충수 역 - 늘푸른 아동병원원장→병가를 냄(1회~26회)
- 이성경: 지선경 역 - 핫한 모델, 재석의 옛 여자친구(53회)
- 찬희: 최지원 역 - 다희의 대학교 연하 동기, 군인(59회~66회)
- 조한철: 조원철 역 - 연홍을 쫓는 사채업자(59회~68회, 72회~76회)
- 이필모: 이현(47세) 역 - 현 미디어 대표, 용주시장 홍보영상 감독, 초연의 연인(94회~98회)
- 이승윤: 본인 역 - 굿 액션 2기 오디션 참가자(100회)

## 시청률
최저 시청률과 최고 시청률은 시청률 조사회사와 지역별로 시청률에 차이가 있을 수 있습니다.
| 2020년      | 2020년      | 2020년         | 2020년         | 2020년       |
| 회차        | 방송일      | TNmS 시청률    | AGB 시청률     | AGB 시청률   |
| 회차        | 방송일      | 대한민국(전국) | 대한민국(전국) | 서울(수도권) |
| ----------- | ----------- | -------------- | -------------- | ------------ |
| 제1회       | 3월 28일    | 20.2%          | 19.4%          | 17.7%        |
| 제2회       | 3월 28일    | 23.3%          | 23.1%          | 21.7%        |
| 제3회       | 3월 29일    | 22.9%          | 23.2%          | 22.3%        |
| 제4회       | 3월 29일    | 26.4%          | 26.3%          | 25.3%        |
| 제5회       | 4월 4일     | 22.0%          | 20.5%          | 18.8%        |
| 제6회       | 4월 4일     | 25.4%          | 24.5%          | 22.4%        |
| 제7회       | 4월 5일     | 25.0%          | 24.2%          | 22.8%        |
| 제8회       | 4월 5일     | 29.1%          | 28.1%          | 27.4%        |
| 제9회       | 4월 11일    | 21.0%          | 21.3%          | 20.1%        |
| 제10회      | 4월 11일    | 25.3%          | 26.0%          | 25.5%        |
| 제11회      | 4월 12일    | 25.8%          | 26.7%          | 26.1%        |
| 제12회      | 4월 12일    | 29.3%          | 29.6%          | 29.3%        |
| 제13회      | 4월 18일    | 19.8%          | 21.3%          | 20.8%        |
| 제14회      | 4월 18일    | 23.1%          | 26.6%          | 26.4%        |
| 제15회      | 4월 19일    | 24.6%          | 26.3%          | 25.7%        |
| 제16회      | 4월 19일    | 27.0%          | 29.9%          | 30.3%        |
| 제17회      | 4월 25일    | 20.4%          | 25.0%          | 21.4%        |
| 제18회      | 4월 25일    | 25.2%          | 25.5%          | 21.6%        |
| 제19회      | 4월 26일    | 23.6%          | 28.4%          | 23.9%        |
| 제20회      | 4월 26일    | 27.9%          | 28.8%          | 28.3%        |
| 제21회      | 5월 2일     | 20.6%          | 21.4%          | 21.2%        |
| 제22회      | 5월 2일     | 25.3%          | 26.1%          | 26.1%        |
| 제23회      | 5월 3일     | 23.7%          | 24.5%          | 23.7%        |
| 제24회      | 5월 3일     | 28.2%          | 28.2%          | 27.6%        |
| 제25회      | 5월 9일     | -              | 22.1%          | 21.8%        |
| 제26회      | 5월 9일     | -              | 26.6%          | 26.7%        |
| 제27회      | 5월 10일    | 24.9%          | 25.1%          | 25.0%        |
| 제28회      | 5월 10일    | 29.4%          | 30.2%          | 30.5%        |
| 제29회      | 5월 16일    | 19.7%          | 22.0%          | 21.9%        |
| 제30회      | 5월 16일    | 24.3%          | 27.2%          | 26.8%        |
| 제31회      | 5월 17일    | 24.3%          | 26.6%          | 27.1%        |
| 제32회      | 5월 17일    | 29.3%          | 29.9%          | 30.4%        |
| 제33회      | 5월 23일    | 21.1%          | 21.8%          | 21.4%        |
| 제34회      | 5월 23일    | 25.8%          | 26.3%          | 25.6%        |
| 제35회      | 5월 24일    | 26.1%          | 27.4%          | 27.2%        |
| 제36회      | 5월 24일    | 29.5%          | 31.1%          | 30.5%        |
| 제37회      | 5월 30일    | 20.5%          | 21.2%          | 20.4%        |
| 제38회      | 5월 30일    | 26.5%          | 27.0%          | 26.1%        |
| 제39회      | 5월 31일    | 25.6%          | 26.0%          | 25.6%        |
| 제40회      | 5월 31일    | 29.5%          | 30.9%          | 30.6%        |
| 제41회      | 6월 6일     | 21.8%          | 23.7%          | 24.1%        |
| 제42회      | 6월 6일     | 26.8%          | 28.5%          | 28.8%        |
| 제43회      | 6월 7일     | 25.7%          | 26.5%          | 26.0%        |
| 제44회      | 6월 7일     | 30.0%          | 30.1%          | 29.5%        |
| 제45회      | 6월 13일    | -              | 23.9%          | 23.1%        |
| 제46회      | 6월 13일    | -              | 28.7%          | 28.0%        |
| 제47회      | 6월 14일    | 25.6%          | 27.8%          | 27.5%        |
| 제48회      | 6월 14일    | 30.3%          | 31.6%          | 31.1%        |
| 제49회      | 6월 20일    | 21.0%          | 23.1%          | 23.4%        |
| 제50회      | 6월 20일    | 26.5%          | 28.8%          | 28.0%        |
| 제51회      | 6월 21일    | 25.7%          | 28.6%          | 28.5%        |
| 제52회      | 6월 21일    | 29.9%          | 31.5%          | 31.9%        |
| 제53회      | 6월 27일    | 20.9%          | 23.6%          | 23.3%        |
| 제54회      | 6월 27일    | 26.9%          | 28.0%          | 27.5%        |
| 제55회      | 6월 28일    | 25.5%          | 28.5%          | 28.3%        |
| 제56회      | 6월 28일    | 30.1%          | 32.2%          | 31.5%        |
| 제57회      | 7월 4일     | 21.4%          | 23.2%          | 22.6%        |
| 제58회      | 7월 4일     | 25.6%          | 28.6%          | 28.5%        |
| 제59회      | 7월 5일     | 25.8%          | 28.9%          | 28.5%        |
| 제60회      | 7월 5일     | 29.3%          | 33.0%          | 33.0%        |
| 제61회      | 7월 11일    | 22.7%          | 24.6%          | 24.2%        |
| 제62회      | 7월 11일    | 27.7%          | 29.6%          | 29.5%        |
| 제63회      | 7월 12일    | 27.9%          | 30.3%          | 29.7%        |
| 제64회      | 7월 12일    | 30.9%          | 33.3%          | 32.5%        |
| 제65회      | 7월 18일    | 23.8%          | 23.9%          | 23.5%        |
| 제66회      | 7월 18일    | 28.5%          | 29.4%          | 28.7%        |
| 제67회      | 7월 19일    | 28.9%          | 30.4%          | 30.3%        |
| 제68회      | 7월 19일    | 33.0%          | 33.7%          | 33.5%        |
| 제69회      | 7월 25일    | 21.9%          | 24.2%          | 23.1%        |
| 제70회      | 7월 25일    | 26.3%          | 28.7%          | 27.6%        |
| 제71회      | 7월 26일    | 28.3%          | 29.6%          | 28.9%        |
| 제72회      | 7월 26일    | 32.0%          | 33.0%          | 32.7%        |
| 제73회      | 8월 1일     | 24.6%          | 25.7%          | 25.0%        |
| 제74회      | 8월 1일     | 29.5%          | 30.1%          | 29.3%        |
| 제75회      | 8월 2일     | 30.0%          | 32.1%          | 32.3%        |
| 제76회      | 8월 2일     | 34.2%          | 35.6%          | 36.0%        |
| 제77회      | 8월 8일     | 26.9%          | 29.4%          | 28.7%        |
| 제78회      | 8월 8일     | 30.4%          | 33.2%          | 32.4%        |
| 제79회      | 8월 9일     | 30.0%          | 33.2%          | 33.1%        |
| 제80회      | 8월 9일     | 33.6%          | 36.5%          | 36.2%        |
| 제81회      | 8월 15일    | 25.0%          | 26.9%          | 27.0%        |
| 제82회      | 8월 15일    | 30.0%          | 31.4%          | 31.8%        |
| 제83회      | 8월 16일    | 29.2%          | 29.6%          | 28.6%        |
| 제84회      | 8월 16일    | 32.5%          | 32.9%          | 31.4%        |
| 제85회      | 8월 22일    | 26.7%          | 29.2%          | 29.5%        |
| 제86회      | 8월 22일    | 30.5%          | 33.2%          | 33.7%        |
| 제87회      | 8월 23일    | 31.1%          | 32.8%          | 32.5%        |
| 제88회      | 8월 23일    | 35.2%          | 35.5%          | 35.1%        |
| 제89회      | 8월 29일    | 29.1%          | 30.2%          | 30.2%        |
| 제90회      | 8월 29일    | 33.7%          | 35.5%          | 35.5%        |
| 제91회      | 8월 30일    | 32.5%          | 34.5%          | 34.0%        |
| 제92회      | 8월 30일    | 35.5%          | 36.5%          | 35.7%        |
| 제93회      | 9월 5일     | 27.4%          | 27.4%          | 26.0%        |
| 제94회      | 9월 5일     | 31.9%          | 32.6%          | 31.2%        |
| 제95회      | 9월 6일     | 32.1%          | 34.8%          | 34.7%        |
| 제96회      | 9월 6일     | 35.4%          | 37.0%          | 37.0%        |
| 제97회      | 9월 12일    | -              | 29.6%          | 28.9%        |
| 제98회      | 9월 12일    | -              | 33.5%          | 33.4%        |
| 제99회      | 9월 13일    | 32.8%          | 33.6%          | 33.0%        |
| 제100회     | 9월 13일    | 34.9%          | 34.8%          | 33.9%        |
| 평균 시청률 | 평균 시청률 | -              | 28.43%         | 27.87%       |

## OST
- Ending Title: 이문세 - 봄바람(2015. 4. 7. 발매)
- Part.1: 박보람 - 두 번 다시 우리(2020. 5. 16. 발매)
- Part.2: 임슬옹 - 눈 감아도 눈을 떠도(2020. 5. 23. 발매)
- Part.3: 라엘 - 우리 이별하는 날(2020. 5. 30. 발매)
- Part.4: 레이나, 송유빈 - Love Is Danger(2020. 6. 7. 발매)
- Part.5: 이상이 - 내가 왜 이렇게(2020. 7. 12. 발매)
- Part.6: D1CE - I'll stay with you(2020. 7. 19. 발매)
- Part.7: 정동하 - 다 지나가니까(2020. 7. 25. 발매)

## 수상 및 후보
| 연도 | 시상식                         | 부문                          | 수상자        | 결과 |
| ---- | ------------------------------ | ----------------------------- | ------------- | ---- |
| 2020 | KBS 연기대상                   | 대상                          | 천호진        | 수상 |
| 2020 | KBS 연기대상                   | 여자 최우수상                 | 이민정        | 수상 |
| 2020 | KBS 연기대상                   | 여자 최우수상                 | 차화연        | 후보 |
| 2020 | KBS 연기대상                   | 장편드라마 부문 남자 우수상   | 천호진        | 후보 |
| 2020 | KBS 연기대상                   | 장편드라마 부문 남자 우수상   | 이상엽        | 수상 |
| 2020 | KBS 연기대상                   | 장편드라마 부문 여자 우수상   | 이정은        | 수상 |
| 2020 | KBS 연기대상                   | 장편드라마 부문 여자 우수상   | 이민정        | 후보 |
| 2020 | KBS 연기대상                   | 장편드라마 부문 여자 우수상   | 차화연        | 후보 |
| 2020 | KBS 연기대상                   | 장편드라마 부문 남자 조연상   | 오대환        | 수상 |
| 2020 | KBS 연기대상                   | 장편드라마 부문 여자 조연상   | 오윤아        | 수상 |
| 2020 | KBS 연기대상                   | 장편드라마 부문 여자 조연상   | 백지원        | 후보 |
| 2020 | KBS 연기대상                   | 남자 신인상                   | 이상이        | 수상 |
| 2020 | KBS 연기대상                   | 여자 신인상                   | 이초희        | 수상 |
| 2020 | KBS 연기대상                   | 남자 청소년연기상             | 문우진        | 수상 |
| 2020 | KBS 연기대상                   | 여자 청소년연기상             | 이가연        | 수상 |
| 2020 | KBS 연기대상                   | 작가상                        | 양희승        | 수상 |
| 2020 | KBS 연기대상                   | 베스트 커플상                 | 이민정·이상엽 | 수상 |
| 2020 | KBS 연기대상                   | 베스트 커플상                 | 천호진·이정은 | 수상 |
| 2020 | KBS 연기대상                   | 베스트 커플상                 | 이상이·이초희 | 수상 |
| 2020 | KBS 연기대상                   | 남자 인기상                   | 이상엽        | 수상 |
| 2020 | KBS 연기대상                   | 남자 인기상                   | 이상이        | 후보 |
| 2020 | KBS 연기대상                   | 여자 인기상                   | 이민정        | 후보 |
| 2020 | KBS 연기대상                   | 여자 인기상                   | 이초희        | 후보 |
| 2020 | 제7회 아시아태평양 스타 어워즈 | 연속극 부문 남자 최우수연기상 | 이상엽        | 수상 |
| 2020 | 제7회 아시아태평양 스타 어워즈 | 연속극 부문 여자 최우수연기상 | 이민정        | 수상 |
| 2020 | 제7회 아시아태평양 스타 어워즈 | 연속극 부문 남자 우수연기상   | 이상이        | 수상 |